# Étienne Marie Antoine Champion de Nansouty

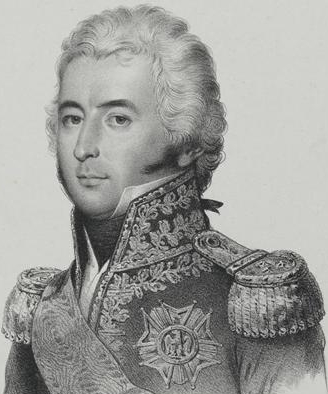
Gen. Étienne Marie Antoine Champion de Nansouty

Étienne Marie Antoine Champion de Nansouty (ur. 30 maja 1768 w Bordeaux, zm. 12 lutego 1815 w Paryżu) – francuski generał okresu I Republiki i I Cesarstwa.
Francuski generał kawalerii.
Wstąpił do armii w okresie rewolucji francuskiej i szybko awansował w hierarchii wojskowej. W 1800 walczył w Niemczech, w latach 1805–1807 dowodził dywizją kirasjerów, z którą wykazał się męstwem w licznym bitwach. W 1808 towarzyszył Napoleonowi jako przełożony stajennych w wyprawie do Hiszpanii. Nansouty jako dowódca kawalerii gwardyjskiej przesądził w 1809 o zwycięstwie w bitwie pod Wagram, a w 1812 w bitwie pod Borodino został ranny. Wykazał się talentem dowódczym jako dowódca kawalerii gwardyjskiej w latach 1813–1814 pod Dreznem, Lipskiem, Hanau i Montmirail.
Podczas bitwy pod Craonne opuścił armię z powodu złego stanu zdrowia. Wstąpił z powrotem do służby po objęciu rządów przez dynastię Burbonów, jednak już 6 lutego 1815 zmarł w Paryżu.